# 王愈栄
王 愈栄（おう ゆえい、1931年4月27日 - 2018年1月18日） は、台湾 カトリック台中教区の名誉司教である。洗礼名は「ヨセフ」。台北教区補佐司教、台中教区司教、輔仁大学理事長などを歴任。現在衛道中学、静宜大学董事長を務める。

## 経歴
- 1931年 - 4月27日、中国上海市生まれ。原籍は江蘇省丹陽。
- 1948年 – 上海 徐家匯、イエズス会聖イグナチオ公学卒業。
- 1949年 – スペイン マドリードに留学、哲学および神学を専攻。
- 1955年 - 12月24日、留学期間中、マドリードにおいて于斌枢機卿により司祭叙階。
- 1956年 – ローマで教会法を専攻。
- 1959年 – ローマ ウルバノ大学教会法博士号学位取得。
- 1960年 – 台湾に｢帰国｣。この後、高雄教区秘書長、台北大司教公署法官、秘書長、司教総代理などを歴任、また淡江大学などで外国語の教鞭を執る。
- 1975年 - 7月1日、教皇パウロ6世により台北教区補佐司教に任命。同年7月22日、嘉義教区狄剛司教とともに、台北 国立国父紀念館において福音宣教省長官のロッシ枢機卿により司教叙階。
- 1979年 - 4月、カトリック中国司教団秘書長就任（ - 1986年9月）。
- 1986年 - 6月25日、教皇ヨハネ・パウロ2世により台中教区司教に任命。
- 2007年 - 9月22日、台中教区司教任務を引退。